# Leptanillinae
Leptanillinae – podrodzina mrówek. Obejmuje 64 gatunki. Zasiedlają Stary Świat i krainę australijską z Oceanią włącznie. Podziemne, ślepe. Samce o mocno zredukowanym użyłkowaniu skrzydeł. Należą do najstarszych współcześnie żyjących linii ewolucyjnych mrówek.

## Taksonomia i ewolucja
Takson ten wprowadzony został w 1910 roku przez Carlo Emeryego jako plemię Dorylinae, ale od 1923 jest wyróżniany jako osobna podrodzina mrówek. Według stanu na 2016 rok zalicza się do niej 64 gatunki, zgrupowane w 8 rodzajach. Dwa z nich to incertae sedis, pozostałe grupuje się w dwa plemiona. Grupa niedostatecznie poznana. Cztery rodzaje opisane są tylko na bazie samców, dwa tylko na podstawie robotnic, a w przypadku dwóch pozostałych opisane są obie kasty. Według Boudinot podział podrodziny na rodzaje wymaga rewizji, zwłaszcza biorąc pod uwagę dużą zmienność morfologiczną samców. Systematyka podrodziny przedstawia się następująco:
- Anomalomyrmini
  - Anomalomyrma Taylor, 1990
  - Furcotanilla Xu, 2012
  - Protanilla Taylor, 1990

- Leptanillini
  - Leptanilla Emery, 1870
  - Phaulomyrma G.C. Wheeler et E.W. Wheeler, 1930
  - Yavnella Kugler, 1987

- incertae sedis
  - Noonilla Petersen, 1968
  - Scyphodon Brues, 1925

Filogenetyczna analiza molekularna przeprowadzona przez Moreau i innych w 2006 wskazywała, że Leptanillinae stanowią bardzo starą grupę o pozycji siostrzanej względem wszystkich pozostałych podrodzin mrówek. W 2008 Rabeling i inni opisali nową, jednogatunkową podrodzinę Martialinae, która według przeprowadzonej przez nich analizy zajmuje pozycję jeszcze bardziej bazalną, jednocześnie potwierdzając pozycję Leptanillinae jako siostrzanej dla wszystkich współczesnych mrówek, z wyjątkiem Martialinae.

## Opis
Definicja podrodziny bazuje na cechach samców. Żuwaczki silnie zredukowane, tylko u Scaphodon szpatułkowate i przerośnięte. Nadustek zwykle również silnie zredukowany. Głowa pozbawiona krawędzi czy płatków czołowych oraz krawędzi potylicznej, zaopatrzona w 13-członowe czułki o nitkowatym do prawie paciorkowatego funikulusie. Skrzydła mają nadzwyczaj zredukowane użyłkowanie, najwyżej o trzech zamkniętych rurkowatymi sektorami komórkach, przy czym takowe komórki mogą w ogóle nie występować. W geniraliach basivolsella w widoku brzusznym wąska środkowobocznie, ale niekiedy silnie powiększona. Ogólnie pozostałe cechy samców są bardzo zmienne, niekiedy wyjątkowe wśród całej rodziny, np. drugi człon odwłoka u niektórych nie tworzy pomostka (petiolusa).

## Biologia i ekologia
Mrówki podziemne, ślepe. W plemieniu Leptanillini królowe są niezdolne do samodzielnego pobierania pokarmu, odżywiają się hemolimfą larw wydzielaną przez wyspecjalizowane wyrostki usytuowane na ich przedtułowiu i trzecim segmencie odwłok.

## Rozprzestrzenienie
Mrówki rozsiedlone od południowej Europy i Afryki, przez Azję (bez Północnej) po Australię i Palau i Mikronezję.